# Giuseppe Mancuso
Giuseppe Mancuso (* 24. Juli 1902 in Palermo; † 11. März 1978) war ein italienischer Geistlicher.
Mancuso empfing am 19. Dezember 1925 die Priesterweihe.
Papst Johannes XXIII. ernannte ihn am 14. Juli 1962 zum Koadjutor-Bischof von Mazara del Vallo und Titularbischof von Pyrgos. Ernesto Ruffini, Erzbischof von Palermo, spendete ihm am 15. September 1962 die Bischofsweihe. Mitkonsekratoren waren Francesco Pennisi, Bischof von Ragusa, und Filippo Aglialoro, Weihbischof in Palermo. Am 26. Dezember 1963 folgte er als Bischof nach. Am 21. März 1977 nahm Papst Paul VI. seinen Rücktritt an.
Mancuso nahm an allen vier Sitzungsperioden des Zweiten Vatikanischen Konzils als Konzilvater teil.